# Jurij Krivtsov
Jurij Krivtsov (født 7. februar 1979) er en ukrainsk tidligere professionel cykelrytter.